# Mundo civilizado
Mundo civilizado ist ein Dokumentarfilm von Luca Guadagnino aus dem Jahr 2003.

## Inhalt
Francesca, Morgana, Edo und Antonio, alle um die 20 Jahre alt, die sich eher zufällig getroffen haben, verbringen eine Woche zusammen in Catania. Hier findet gerade ein Musikfest statt, in dem sowohl Stars der Musikszene als auch Anfängergruppen auftreten, Experimentelles und Konventionelles gespielt wird, und wo auch Vertreter von Studios und Produktionsfirmen präsent sind. Benommen von der Sonne Siziliens, tauchen die vier ein in eine von Musik vibrierende Welt. Sie treffen auf Musiker, Schauspieler, Künstler, denen sie sich hin und wieder anschließen, immer auf der Suche nach einem neuen Kick.
Sie schlafen in einem Hostel mit Gästen aus aller Welt, wo die Trommelrhythmen einer Band aus dem Senegal durch das Haus pulsieren. In einer langen Nacht in der Disco tanzen sie nach der Musik, die Ludovic Llorca auflegt, und Morgana singt ein Lied eines sizilianischen Musikers, der ebenso jung ist wie sie selbst.
Unter die Gäste hat Guadagnino einige professionelle Schauspieler gemischt, auch ihnen folgt die Kamera gelegentlich, so wie sie die vier jungen Protagonisten begleitet.
Am Ende der Woche machen sich die vier auf den Weg zum Gipfel des Ätna. Es ist kalt und windig, grauer Nebel verdeckt den Himmel. „Sie verweilen dort, warten auf etwas, das in ihrer Zukunft geschieht, vielleicht verstehen sie intuitiv, dass sie die zivilisierte Welt sind, diejenigen, die wissen, wie man uns die unglaubliche Schönheit der Ungewissheit eines Zwanzigjährigen zeigt“.

## Produktion und Veröffentlichung
Der Film wurde 2002 in Catania gedreht. Das Drehbuch schrieben Giulio Calvani und der italienische Filmproduzent Marco Serrecchi. Fabrizia Sacchi als „Gesicht der Kampagne“ trägt Kleider von Armani.
Beteiligte Musiker waren DJ Llorca (Ludovic Llorca), Arto Lindsay, Massimo, Planet Funk, Prefuse 73, Soda Stream, Unkle, Luigi Barone und Vladislav Delay.
Es ist der einzige Film, in dem Guadagnino mit dem Mailänder Kameramann Fabio Olmi zusammengearbeitet hat. Filmeditor war wieder Walter Fasano, Guadagninos bevorzugter Editor seit seinem Debüt-Film Qui.
Premiere des Films war am 7. August 2003 am Locarno Film Festival 2003 in der Reihe Filmmakers of the Present. Premiere in Italien war erst am 10. Juni 2005.
2006 veröffentlichte IT-S eine DVD in italienischer Sprache. 2009 brachte Cecchi Gori Home Video eine weitere DVD heraus, ergänzt um einen Trailer, Biografien und Interviews mit den Hauptakteuren und dem Regisseur.